# Chiara Rapaccini
Chiara Rapaccini in arte RAP (Firenze, 9 marzo 1954) è un'artista, illustratrice, designer e scrittrice italiana.

## Biografia
Si laurea in pedagogia presso l'università di Firenze. Nel 1978 si trasferisce a Roma dove incontra il regista Mario Monicelli che sarà il suo compagno per 35 anni e da cui ha una figlia di nome Rosa nel 1988. A 25 anni esordisce come autrice di libri per l'infanzia. Da allora ha creato come autrice di testo ed immagini più di 20 libri pubblicati da alcune fra le più note case editrici italiane di letteratura per ragazzi fra cui Salani, Piemme, Emme, Giunti, edizioni EL, Editori riuniti e Battello a vapore.
Nei suoi libri affronta alcuni temi che in Italia sono ancora considerati tabù nella letteratura per ragazzi quali: sessualità, divorzio, diversità. Tra il 1986 ed il 1997 collabora con i quotidiani Corriere della Sera, La Repubblica, il manifesto, L'Unità. Realizza sigle televisive e cartoni animati per la televisione. Disegna numerosi manifesti per il teatro (Teatro Argentina di Roma) e per il cinema (Panni sporchi del 1999 e Le rose del deserto" del 2006, di Mario Monicelli). Nel 1997 prende la cattedra di illustrazione presso lo IED di Roma.
Nel 2003 conosce il cantante Elio del gruppo Elio e le Storie Tese, con cui realizza il libro Animali spiaccicati (Einaudi 2004). L'anno seguente cura un percorso didattico per bambini nel museo archeologico nazionale di Napoli. Nel 2008 disegna una linea di prodotti per la ditta di design Robots e nello stesso anno scrive e gira insieme a Mario Monicelli il docufilm Vicino al Colosseo... c'è Monti. Nel 2010 scrive ed illustra Lovstori - amori sfigati il suo primo libro per adulti. Nel 2011 esce il suo primo romanzo dal titolo "La Bambina Buona" per Sonzogno.
Chiara Rapaccini è autrice di "Amori Sfigati", una serie di vignette satiriche sul tema dell'amore che, partendo dal grande successo della pagina facebook, diventano un libro edito da Franco Cosimo Panini, una serie di mostre e installazioni e un e-book de L'Espresso dove sono pubblicate settimanalmente. Ogni settimana scrive L'Oroscopo Sfigato su Linkiesta.  Nel 2014 realizza il corto A Good World per il film Resistenza Naturale di Jonathan Nossiter.
Nel 2015, in occasione del centenario del regista Mario Monicelli porta in giro per il mondo il suo lavoro "Mario Monicelli e RAP, 100 anni di cinema" (New York, Buenos Aires, Porto, Venezia, Napoli, La Habana, Viareggio). Nel 2016 ha ricevuto il Premio “Andrea Pazienza” come migliore autrice Web. Nel 2017 ha realizzato i disegni per Quasi fosse amore, il video del brano di Canio Loguercio realizzato da Antonello Matarazzo
Ha realizzato il corto animato Nel 2019 realizza il documentario per Rai Storia Amori di Latta. incontri ravvicinati con i teenagers, per la regia di Graziano Conversano, presentato al festival di Roma 2019 nella sezione "Alice nella Città".
Ha realizzato il corto animato per la campagna "Torniamo a Sorridere" per il Capodanno del Comune di Bologna 2021. Nel 2021 ha realizzato i disegni per il video Flumina di Antonello Matarazzo, Best Animation Short al Rome Independent Prisma Awards, Nomination Migliore Cortometraggio Animazione Nastri d'Argento.
Alcuni suoi lavori fanno parte della collezione permanente del Chihiro Art Museum in Giappone.

## Opere
Libri scritti e illustrati da RAP:
- 2023 - Mio amato Belzebù, Giunti  ISBN 9788809942806
- 2019 - ROSSA, La Nave di Teseo
- 2016 - Baires, Fazi Editore
- 2014 - Amori Sfigati, E Book, L'Espresso ISBN 9788883715174
- 2014 - Amori Sfigati, Franco Cosimo Panini ISBN 9788857008257
- 2011 - La bambina buona, Sonzogno ISBN 8845425096
- 2010 - Lovstori (Amori Sfigati), Magazzini Salani ISBN 8862124511
- 2007 - A volte non ci sono, edizioni Nuages ISBN 9788886178716
- 2006 - Le mosche del deserto, maschietto editore ISBN 9788888967646
- 2005 - Forniture Rap, Nuages ISBN 8886178433
- 2004 - Babbi, Buena Vista ISBN 9788884371959
- 2003 - M'ama, Buena vista ISBN 9788884370815
- 2003 - Debbora in Lov, Piemme ISBN 9788838436673
- 2001 - Debbora va in Tivvù, Piemme ISBN 9788838436543
- 2001 - Ho paura di un angelo, Emme Edizioni ISBN 8879274813
- 2000 - La musica del diavolo, Walt Disney ISBN 9788873096993
- 1999 - Una mano bianca nel lago nero, E.L. ISBN 9788847703360
- 1999 - Mio fratello è una bestia, Emme edizioni - ISBN 9788879273749
- 1999 - Ehi, ci siamo anche noi, Emme edizioni - ISBN 9788879273763
- 1999 - Sono grasso, Emme edizioni - ISBN 9788879273756
- 1999 - Mi sa che 'ciò la febbre', Emme edizioni - ISBN 9788879273770
- 1999 - S.O.S Sortella in arrivo I, Emme edizioni - SBN 9788879274029
- 1997 - Povera Barbie, edizioni E. Elle ISBN 8847701171
- 1997 - Dammi un Whisky, Samanta!, Giunti ISBN 9788809054059
- 1996 - La vendetta di Debbora con 2 b, Edizioni Piemme ISBN 9788838436246
- 1996 - Ti voglio bene ma non ti amo, Giunti ISBN 9788809208650
- 1994 - Merendine, Giunti ISBN 9788809204232
- 1991 - I vestiti impossibili, Emme Edizioni 8806127101
- 1991 - La casa impossibile, Emme Edizioni ISBN 9788806127114

## Premi
- 2024 Premio Bertoldo per la satira e l'umorismo[12]
- 2023 Premio Afrodite per Mio Amato Belzebù[13]
- 2016 Premio Andrea Pazienza - Miglior autrice web[14]
- 2012: Premio alla carriera “Frascati Capitale della cultura per l'infanzia”[15]
- 1999: Premio Battello a Vapore[16]
- 1995: XVII Edizione del Premio Letteratura Ragazzi città di Cento[17]